# 施瓦岑貝格山 (德國)

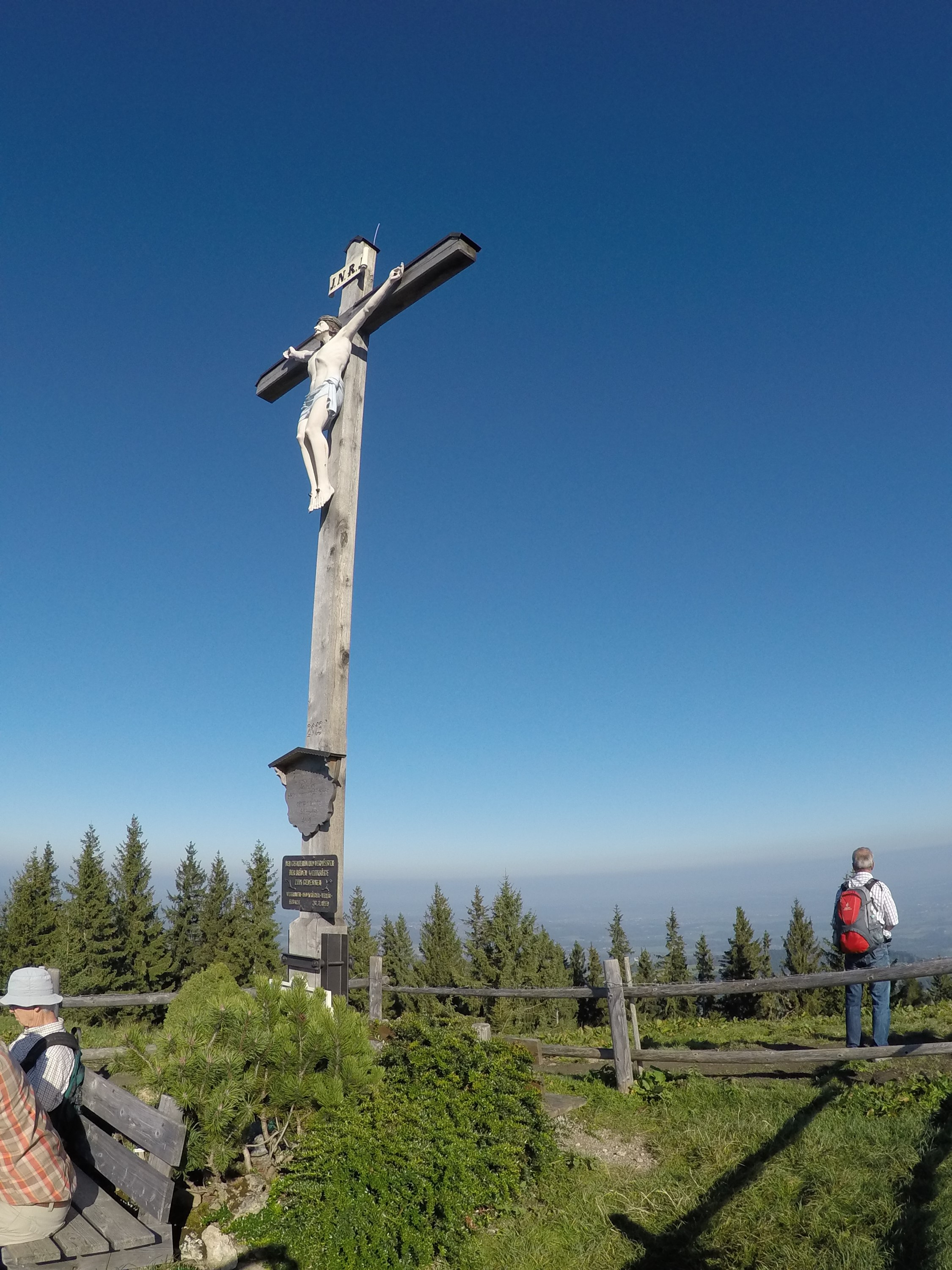

47°45′11″N 11°57′52″E / 47.75301°N 11.96438°E
施瓦岑貝格山（德語：Schwarzenberg），是德國的山峰，位於該國東南部，由巴伐利亞負責管轄，屬於芒法爾山脈的一部分，海拔高度1,187米，每年平均降雨量1,847毫米。